# 狹頜海鰻
狹頜海鰻，又稱細頜鰻，俗名丁香鰻、尖嘴鰻，為輻鰭魚綱鰻鱺目糯鰻亞目海鰻科的其中一個種。

## 分布
本魚分布於西太平洋區，包括日本、台灣、中國沿海、越南、澳洲等海域。

## 特徵
本魚具胸鰭，上下頷骨齒各3列，為大型犬齒；鋤骨齒一列為小型犬齒。背鰭起點在胸鰭基部之上方。脊椎骨數111至117。體長為體高之22.8倍，頭長之5.1倍；尾長為頭與軀幹之0.7倍；頭長為吻長之2.2倍；吻長為眼徑之3.5倍；胸鰭為吻長之0.7倍。上下頷延長。眼大，口裂延伸至眼後之後緣稍後。鰓裂側位。臀鰭緊接肛門；肛門在體之後半部。體長可達60公分。

## 生態
本魚棲息深度在大陸棚與斜坡邊緣之水層，多以小型浮游魚類、甲殼類維生。

## 經濟利用
無任何經濟價值。